# Billy y Chuck
Billy y Chuck fue un tag team de lucha libre profesional formado por Billy Gunn y Chuck Palumbo visto en la World Wrestling Entertainment.

## Historia
Cuando la historia de la Invasión llegaba a su fin, Chuck Palumbo fue expulsado de la Alianza WCW/ECW y formó parte de la WWE, donde comenzó a hacer equipo con Gunn, ofendiendo a la Alianza. Después de que la Invasión terminase, el dúo se volvió heel. Una storyline comenzó cuando Palumbo y Gunn se volvieron cada vez más afectuosos el uno hacia el otro, mostrando evidencia de una relación homosexual. El dúo adoptó ropa de lucha roja en el ring y ambos se blanquearon el cabello. También Chuck empezó a usar trenzas. Nombraron a Rico como su hábil "estilista personal". Billy & Chuck ganarían el Campeonato Mundial en Parejas en dos ocasiones.
En septiembre de 2002, Chuck le propuso matrimonio a Billy, y Billy aceptó. Su ceremonia fue celebrada el 12 de septiembre en SmackDown!. Durante la ceremonia, Gunn y Palumbo revelaron que su homosexualidad solo había sido una publicidad y que habían llegado muy lejos, también admitieron que eran solo amigos. Eric Bischoff, que se había disfrazado de cura en la boda le ordenó a 3-Minute Warning que atacara a Billy & Chuck y a Stephanie McMahon, la gerente general de SmackDown!. Después de este incidente Rico se fue a Raw y se convirtió en el mánager de 3-Minute Warning. Billy y Chuck continuaron con el equipo, cambiando su apariencia, dejando todos sus rasgos de homosexualidad.
La última lucha de Billy y Chuck juntos fue en SmackDown! en la primera ronda por el recientemente creado Campeonato en Parejas de la WWE. Perdieron la lucha frente al equipo de Ron Simmons y Reverendo D-Von. Gunn se lesionó el hombro en la pelea y fue dado de baja por unos meses. El equipo se separó silenciosamente, Chuck Palumbo comenzó a luchar individualmente y Billy volvió con su gimmick de Mr. Ass.

## Recepción
La Alianza Gay y Lésbica Contra la Difamación (GLAAD), que había consultado con la WWE sobre la trama y había ayudado al ángulo a conseguir cobertura en los principales medios de comunicación, denunció a la empresa por conseguir la ayuda de GLAAD bajo falsas promesas: La WWE nos mintió hace dos meses cuando prometieron que Billy y Chuck saldrían del armario y se casarían en directo. Este truco contrastaría marcadamente con la salida oficial del entonces luchador de la WWE, Darren Young, más de una década después en TMZ. Esta declaración fue recibida con los brazos abiertos y también dio lugar a la incorporación de otros luchadores abiertamente LGBT a la lucha libre convencional, como Sonya DeVille, Anthony Bowens, Nyla Rose, Sonny Kiss, Kiera Hogan y Mercedes Martinez.  
En una entrevista en 2013, Billy Gunn declaró que no se arrepentía de la historia de Billy y Chuck, sentía que era su trabajo realizar el truco tal como se le presentó y que lo volvería a hacer si se lo pidieran. 

## En lucha
- Movimientos finales en equipo
  - Code Red (combinación de Electric Chair/Diving Clothesline)
- Movimiento final de Billy
  - Fame-Ass-er (Leg Drop Bulldog, a veces desde la tercera cuerda)
- Movimiento final de Chuck
  - Superkick
- Mánager
  - Rico

## Campeonatos y logros
- World Wrestling Federation/World Wrestling Entertainment
  - WWF/E World Tag Team Championship (2 veces)